# 福建掌突蟾
福建掌突蟾（学名：Leptobrachella liui），一种分布于中国南方地区的两栖动物，隶属于角蟾科掌突蟾属。模式产地为福建省武夷山市（原崇安县）。种加词取自中国两栖爬行动物学家刘承钊的姓氏。

## 形态特征
福建掌突蟾雄蟾体长23～29毫米，雌性体长23～28毫米。身体背部为灰棕色或棕褐色，两眼间有深色三角斑；上臂和胫跗关节部位浅棕色；胸腹部一般无斑点，腹侧有白色腺体排列成纵行。

## 保护
本种于2023年被收录入《有重要生态、科学、社会价值的陆生野生动物名录》。